# Championnat de Tchéquie de hockey sur glace 2025-2026
Saison précédente Saison suivante
La saison 2025-2026 est la 33e saison du Championnat de Tchéquie de hockey sur glace.

## Extraliga

### Contexte
La saison régulière débute le 17 septembre 2025 et se termine le 4 mars 2026. Les qualifications pour les séries éliminatoires commence le 7 mars 2025 et le dernier match de la final a lieu le 29 avril 2026.

### Participants
| \| Brno České Budějovice Hradec Králové Karlovy Vary Kladno Liberec Litvínov Mladá Boleslav Olomouc Pardubice Plzeň Sparta Praha Třinec Vítkovice \| Localisation des clubs engagés dans le championnat. |
| Brno České Budějovice Hradec Králové Karlovy Vary Kladno Liberec Litvínov Mladá Boleslav Olomouc Pardubice Plzeň Sparta Praha Třinec Vítkovice                                                           |

| Équipe                    | Ville            | Stade                  | Entraîneur en chef |
| ------------------------- | ---------------- | ---------------------- | ------------------ |
| Bílí tygři Liberec        | Liberec          | Home Credit Arena      | Jiri Kudrna        |
| BK Mladá Boleslav         | Mladá Boleslav   | ŠKO-ENERGO Aréna       | -                  |
| HC Dynamo Pardubice       | Pardubice        | Entera arena Pardubice | -                  |
| HC Energie Karlovy Vary   | Karlovy Vary     | KV Arena               | -                  |
| HC Kometa Brno            | Brno             | Winning Group Arena    | -                  |
| HC Verva Litvínov         | Litvínov         | ZS Ivana Hlinky        | Michal Bros        |
| HC Motor České Budějovice | České Budějovice | Budvar aréna           | -                  |
| HC Oceláři Třinec         | Třinec           | Werk Arena             | -                  |
| HC Olomouc                | Olomouc          | ZS Olomouc             | Robert Petrovicky  |
| HC Škoda Plzeň            | Plzeň            | LogSpeed CZ Arena      | -                  |
| HC Sparta Praha           | Prague           | O2 Arena               | -                  |
| HC Vítkovice Ridera       | Vítkovice        | Ostravar Aréna         | Vaclav Varada      |
| Mountfield HK             | Hradec Králové   | ČPP Aréna              | -                  |
| Rytíři Kladno             | Kladno           | ČEZ Stadium Kladno     | David Cermak       |

#### Classement
| Clt   | Équipe                    | PJ | V | VP | D | DP | BP | BC | Diff | Pts |
| ----- | ------------------------- | -- | - | -- | - | -- | -- | -- | ---- | --- |
| +001, | HC Sparta Praha           | 0  | 0 | 0  | 0 | 0  | 0  | 0  | 0    | 0   |
| +002, | Mountfield HK             | 0  | 0 | 0  | 0 | 0  | 0  | 0  | 0    | 0   |
| +003, | HC Dynamo Pardubice       | 0  | 0 | 0  | 0 | 0  | 0  | 0  | 0    | 0   |
| +004, | HC Kometa Brno T          | 0  | 0 | 0  | 0 | 0  | 0  | 0  | 0    | 0   |
| +005, | HC Energie Karlovy Vary   | 0  | 0 | 0  | 0 | 0  | 0  | 0  | 0    | 0   |
| +006, | HC Verva Litvínov         | 0  | 0 | 0  | 0 | 0  | 0  | 0  | 0    | 0   |
| +007, | HC Motor České Budějovice | 0  | 0 | 0  | 0 | 0  | 0  | 0  | 0    | 0   |
| +008, | HC Škoda Plzeň            | 0  | 0 | 0  | 0 | 0  | 0  | 0  | 0    | 0   |
| +009, | BK Mladá Boleslav         | 0  | 0 | 0  | 0 | 0  | 0  | 0  | 0    | 0   |
| +010, | HC Oceláři Třinec         | 0  | 0 | 0  | 0 | 0  | 0  | 0  | 0    | 0   |
| +011, | Bílí tygři Liberec        | 0  | 0 | 0  | 0 | 0  | 0  | 0  | 0    | 0   |
| +012, | HC Vítkovice Ridera       | 0  | 0 | 0  | 0 | 0  | 0  | 0  | 0    | 0   |
| +013, | Rytíři Kladno             | 0  | 0 | 0  | 0 | 0  | 0  | 0  | 0    | 0   |
| +014, | HC Olomouc                | 0  | 0 | 0  | 0 | 0  | 0  | 0  | 0    | 0   |

- En gras : qualifié directement pour les play-off
- En italique : en préplay-off pour désigner les rangs 5 à 8
- En italique : en barrage de relégation

## Maxa Liga

### Context
La saison régulière débute le 10 septembre 2025 et se termine le 28 février 2026.

### Participants
| \| Zlín Sokolov Jihlava Pardubice Frýdek-Místek Ostrava Prague Litoměřice Tábor Přerov Chomutov Kolín Třebíč Vsetín \| Localisation des clubs engagés dans le championnat. |
| Zlín Sokolov Jihlava Pardubice Frýdek-Místek Ostrava Prague Litoměřice Tábor Přerov Chomutov Kolín Třebíč Vsetín                                                           |

| Équipe                   | Ville         | Entraineur en chef |
| ------------------------ | ------------- | ------------------ |
| Berani Zlín              | Zlín          | -                  |
| HC Banik Sokolov         | Sokolov       | Petr Holejsovsky   |
| HC Dukla Jihlava         | Jihlava       | -                  |
| HC Dynamo Pardubice B    | Pardubice     | -                  |
| HC Frýdek-Místek         | Frýdek-Místek | Milos Holan        |
| HC RT Torax Poruba       | Ostrava       | -                  |
| HC Slavia Prague         | Prague        | David Bruk         |
| HC Stadion Litoměřice    | Litoměřice    | -                  |
| HC Tábor                 | Tábor         | Tomas Hamara       |
| HC Zubr Přerov           | Přerov        | Michal Mikeska     |
| Piráti Chomutov          | Chomutov      | -                  |
| SC Kolín                 | Kolín         | -                  |
| SK Horácká Slavia Třebíč | Třebíč        | David Dolnicek     |
| VHK Vsetín               | Vsetín        | Daniel Babka       |

#### Classement
| Clt   | Équipe                | PJ | V | VP | D | DP | BP | BC | Diff | Pts |
| ----- | --------------------- | -- | - | -- | - | -- | -- | -- | ---- | --- |
| +001, | Berani Zlín           | 0  | 0 | 0  | 0 | 0  | 0  | 0  | 0    | 0   |
| +002, | HC Banik Sokolov      | 0  | 0 | 0  | 0 | 0  | 0  | 0  | 0    | 0   |
| +003, | HC Dynamo Pardubice B | 0  | 0 | 0  | 0 | 0  | 0  | 0  | 0    | 0   |
| +004, | HC Dukla Jihlava T    | 0  | 0 | 0  | 0 | 0  | 0  | 0  | 0    | 0   |
| +005, | HC Frýdek-Místek      | 0  | 0 | 0  | 0 | 0  | 0  | 0  | 0    | 0   |
| +006, | HC RT Torax Poruba    | 0  | 0 | 0  | 0 | 0  | 0  | 0  | 0    | 0   |
| +007, | HC Slavia Prague      | 0  | 0 | 0  | 0 | 0  | 0  | 0  | 0    | 0   |
| +008, | HC Litoměřice         | 0  | 0 | 0  | 0 | 0  | 0  | 0  | 0    | 0   |
| +009, | HC Tábor P            | 0  | 0 | 0  | 0 | 0  | 0  | 0  | 0    | 0   |
| +010, | HC Zubr Přerov        | 0  | 0 | 0  | 0 | 0  | 0  | 0  | 0    | 0   |
| +011, | Piráti Chomutov       | 0  | 0 | 0  | 0 | 0  | 0  | 0  | 0    | 0   |
| +012, | SC Kolín              | 0  | 0 | 0  | 0 | 0  | 0  | 0  | 0    | 0   |
| +013, | Slavia Třebíč         | 0  | 0 | 0  | 0 | 0  | 0  | 0  | 0    | 0   |
| +014, | VHK Vsetín            | 0  | 0 | 0  | 0 | 0  | 0  | 0  | 0    | 0   |

- En gras : qualifié directement pour les play-off
- En italique : relégé en 2.Liga